# Aktivbox

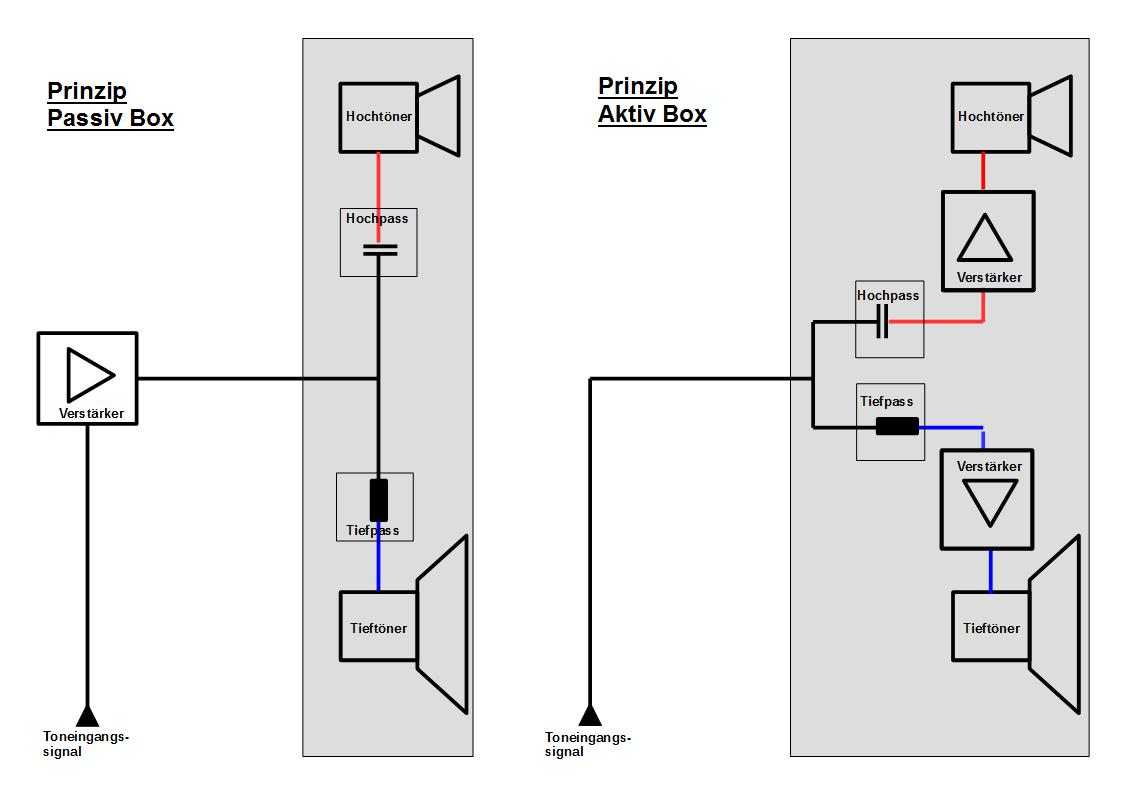
Gegenüberstellung einer Passiv- und einer Aktivbox mit aktiver Frequenzweiche. Letztere ist kein zwingender, jedoch häufiger Bestandteil von Aktivboxen. Häufig findet man bei 3-Wege-Systemen Hybridlösungen.

Aktivbox oder Aktivlautsprecher (englisch powered speaker) bezeichnet eine integrierte Einheit aus Lautsprecher und Verstärker in einem Gehäuse (Box); der Gegensatz ist eine Passivbox, die keinen Verstärker enthält. Sowohl im Bereich der Unterhaltungselektronik für Konsumenten als auch bei professionellen Anwendungen besitzen Aktivboxen nur einen geringen Marktanteil im Vergleich zu passiven Systemen. 
Durch die weite Verbreitung von eigenen Lautsprechern (Smart Speaker) für digitale Sprachassistenten wie Amazon Alexa und Google Assistant, die praktisch immer als Aktivbox ausgeführt sind und auch zum Musikhören genutzt werden können, hat sich die Verbreitung von Aktivboxen in Privathaushalten in den letzten Jahren erheblich erhöht. Diese entsprechen jedoch eher selten Anforderungen an hochqualitative Musikwiedergabe, mit Ausnahme einiger eigens dafür entwickelter und auch so vermarkteter Produkte.

## Begriffsetymologie
Im ursprünglichen Sinne wurden mit Aktivbox Lautsprechersysteme bezeichnet, die mit aktiven Lautsprecherweichen, mehreren externen oder internen Verstärkern und Lautsprecherboxen ausgestattet sind. Ein in die Boxen integrierter Verstärker ist in diesem ursprünglichen Sinn nicht nötig, entspricht jedoch dem derzeitigen Standard.
Bei der zunehmenden Verbreitung von Breitbandsystemen mit eingebautem Verstärker wurde der Begriff auch auf solche Systeme ausgeweitet, die keine aktive Frequenzweiche verwenden, die sich stattdessen aber durch einen integrierten Verstärker auszeichnen. In diesem Sinn verstärken diese Boxen das Eingangssignal aktiv.

## Geschichte
Als Erfinder der Aktivboxen gilt die Firma Sennheiser. Einige der ersten Aktivboxen waren Monitor-Lautsprecher von JBL. 1964 stellte JBL den Lautsprecherverstärker SE401 Stereo Energizer vor. Durch dessen Einbau konnte ein beliebiges Paar Monitorlautsprecher in ein Paar aus einer Aktivbox und einer von dieser betriebenen Passivbox umgewandelt werden.
Ein frühes Beispiel für einen Studiomonitorlautsprecher mit Bi-Amping und Aktivweiche ist der Altec 9846B aus dem Jahr 1971. Dieser verband die passive Lautsprecherbox Altec 9846-8A mit dem 771B Bi-Amp-Verstärker, der 60 Watt für den Tieftöner und 30 Watt für den Hochtöner bereitstellte.

## Interner Aufbau
Der integrierte Verstärker benötigt eine eigene Stromversorgung, weshalb Aktivboxen immer mit Netzteil oder Batterien (bzw. Akkus) betrieben werden. Ein externer Endverstärker entfällt.
Bei Mehrwege-Aktivboxen kann die notwendige Frequenzaufteilung sowohl vor als auch hinter der Endstufe erfolgen. Bei einfacheren Systemen – nur ein Verstärker notwendig – wird meist eine passive Frequenzweiche zwischen der Endstufe und den Chassis eingesetzt. (Die Formulierung „passiv“ bezieht sich hier nur auf den internen Aufbau der Weiche selbst und hat ansonsten wenig mit dem Aktiv- oder Passivbetrieb von Lautsprecherboxen zu tun.) Bei komplexeren bzw. professionellen Systemen dagegen wird jeder Lautsprecher von einer eigenen Endstufe versorgt; die Signalbearbeitung – Frequenzfilterung etc. – erfolgt dann vor der jeweiligen Endverstärkung. Auch verschiedene Kombinationen dieser Systeme sind möglich.

## Vor- und Nachteile

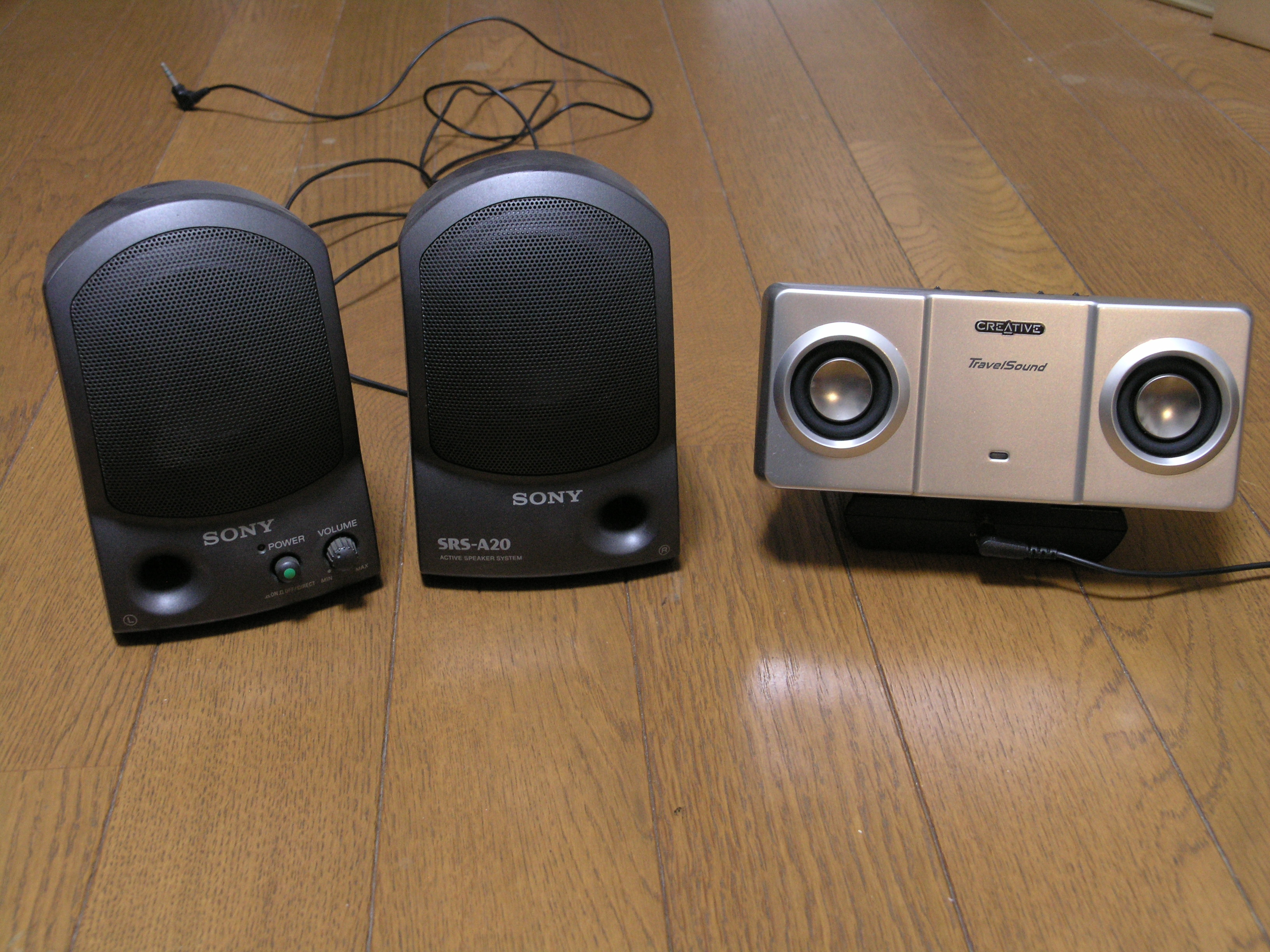
Preiswerte Aktivlautsprecher, wie sie üblicherweise am PC betrieben werden.

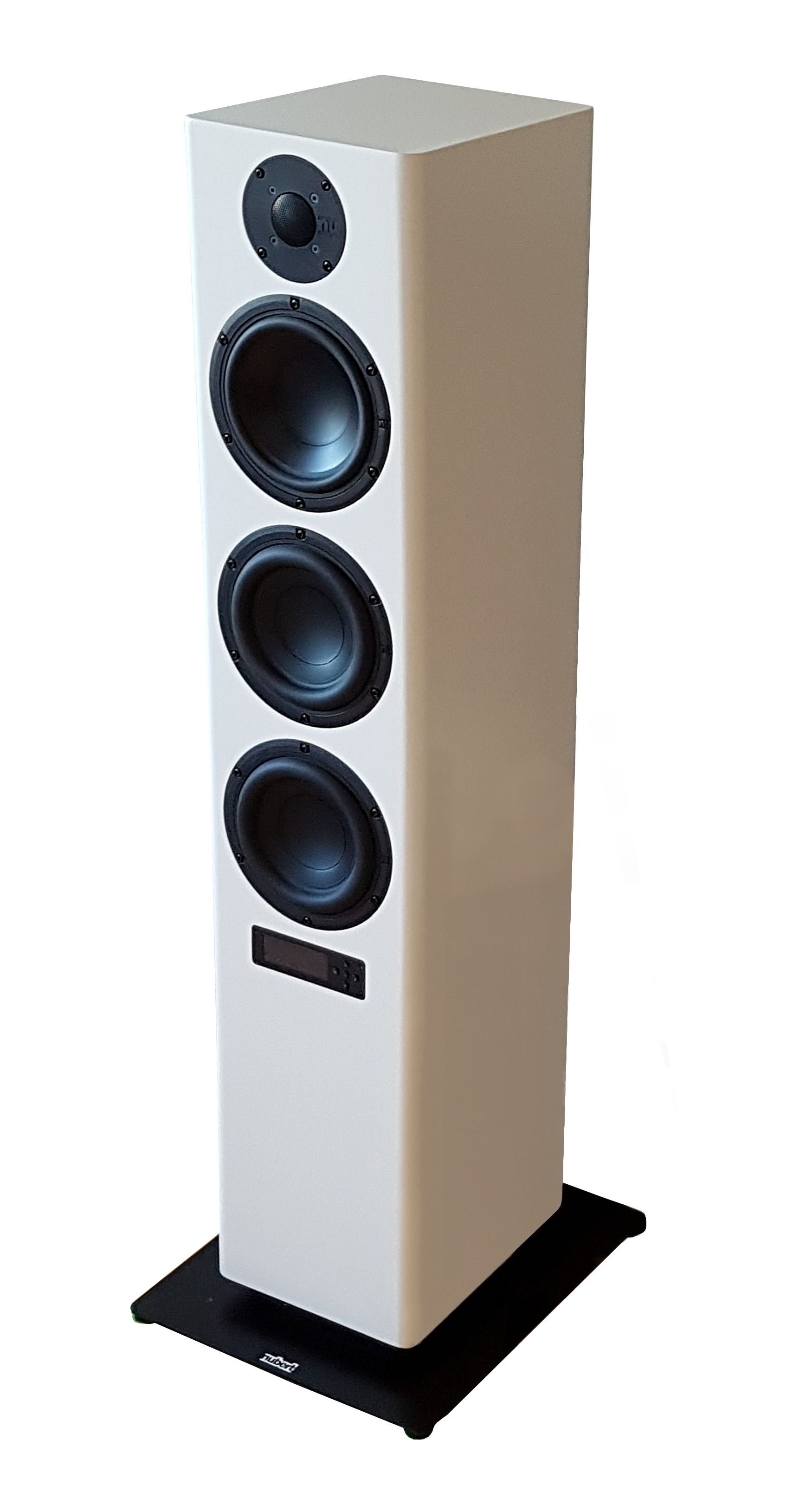
Aktive 3-Wege Bassreflex-Standbox (Höhe mit Fuß ca. 115 cm). Durch Einsatz von Klasse-D-Verstärkern kann trotz hoher Verstärkernennleistung pro Box von 1 × 300 Watt plus 2 × 90 Watt auf Kühlkörper verzichtet werden.

Die Relevanz der Vor- und Nachteile hängt teilweise vom Verwendungszweck ab.
Vorteile
- Genaue Anpassung der Verstärker auf die verwendeten Lautsprecher und somit Vermeidung von Beschädigungen des Verstärkers bzw. Lautsprechers durch fehlangepasste bzw. überlastete Bauteile. Typisch sind bei Passivboxen überlastete Hochtöner durch starke Verzerrungen (Obertöne aus Verstärker-Clipping) bei Übersteuerung mit Basssignalen. Dies tritt besonders bei Aktivierung der Loudness-Taste bei gleichzeitig stark hochgedrehtem Bass-Klangregler und hohen Abhörlautstärken auf, einer typischen Situation, wenn HiFi-Boxen bei Parties verwendet werden.
- ggf. geringere Kosten als bei der Kombination von Passivbox und Verstärker, da die  passive im Leistungsbereich liegende Frequenzweiche eingespart werden kann. Hochwertige Weichenbauteile sind kostspielig, während Verstärker und Netzteile immer günstiger werden.
- Frequenzgangabweichungen des Lautsprechers können leicht durch entsprechende Filter bereits auf Linepegelniveau korrigiert werden. Gegenüber Passivkonzepten können dabei sogar schmalbandige Frequenzgangeinbrüche des Lautsprecherchassis aufholend (verstärkend) linearisiert werden und mit Digitaltechnik Laufzeiten korrigiert werden.
- Über Gegenkoppelungsschaltungen kann das tatsächliche Verhalten das Lautsprechers kontrolliert und Abweichungen entgegengewirkt werden (Beispiel: Motional Feedback)
- Durch die besonders kurzen Kabelverbindung zwischen Lautsprecher und Verstärker (Endstufe) ist ein hoher Dämpfungsfaktor möglich. Dieses kann eine höhere Klangqualität zur Folge haben.
- Teure aufwendige Lautsprecherkabel entfallen. Zunehmend werden drahtlose (WLAN, Bluetooth etc.) Audioverbindungen verwendet.

Nachteile
- Körperschall der Lautsprecher kann störend direkt auf die Elektronik wirken. Bei 3000 m/s Schallgeschwindigkeit in Holz entsprechen 30 cm Abstand etwa der Wellenlänge von 10000 Hz, sodass nur der übliche Hochtönerbereich abwechselnde positive und negative Halbwellen rückkoppelt, Bass und Mittelton deutlich weniger als 90° Phasenabweichung liefern.
- Geringere Flexibilität; Bei Ausfall eines Teiles (Lautsprecher oder Verstärkermoduls) muss die passende, abgestimmte Einheit eingesetzt werden.
- Die Haltbarkeit von 2 oder 3 Lautsprecherchassis und entsprechende Zahl weniger passiver Frequenzweichenbauteile hat sich über Zeiträume von mehr als 50 Jahre bewiesen, während die Verstärkerelektronik mit Elektrolytkondensatoren und Relaiskontakten Schwachstellen besitzt, die gelegentliche Wartung ggf. Austausch verlangen, erfahrungsgemäß spätestens nach 20 Jahren Betrieb. Eine große Bauteileanzahl erhöht entsprechend das statistische Ausfallrisiko (wo ein Verstärker mit einem Passivlautsprecher ausfallen kann, sind in einer 3-Wege-Aktivbox 3 Verstärker und eine Aktivweichenelektronik im Einsatz, mit im Verhältnis dazu steigendem Ausfallrisiko).
- Höhere Kosten, da jede Box ein eigenes Netzteil besitzt, und mehr Platinen und Kühlkörper notwendig sind.
- Zusätzliches Netzkabel ist notwendig. Bei Schutzerdung kombiniert mit einem unsymmetrischem Anschluss sind Störgeräusche möglich, die bei Aktivboxen mit Eingangsbeschaltung für symmetrische Signalübertragung nicht auftreten.

## Verwendungsbereich
Am häufigsten werden Aktivboxen zu folgenden Zwecken benutzt:
Im professionellen Tonstudiobereich und beim Rundfunk
Monitor-Lautsprecher, Studiolautsprecher als hochqualitativer Einzellautsprecher
Durch die genaue Abstimmung zwischen aktiver Frequenzweiche, Verstärker und Lautsprecher sowie zusätzliche Kontrollmöglichkeiten wie Motional Feedback sind allerhöchste Klangqualitäten möglich.
PC- und ähnliche Lautsprechersysteme
Die einfache Handhabung sowie der geringe Preis durch meistens sehr einfache Chip-Verstärker mit wenigen Watt bilden den Hauptvorteil. Häufig ist der Verstärker in einer der Lautsprecherboxen integriert, die andere(n) sind als einfache Passivboxen angeschlossen.
Mobile Beschallungsanlagen
Hier ist der größte Vorteil, dass keine weiteren Geräte wie externe Verstärker oder Frequenzweichen aufgebaut und eingestellt werden müssen. Außerdem wird die Beschädigungsgefahr durch Überlastungen verringert.
Zusätzlicher Aktiv-Subwoofer im Tonstudio- als auch Heimbereich
Bei vielen Stereo-Geräten ist der Einsatz eines zusätzlichen Subwoofers im Bass-/Tiefbassbereich konstruktiv nicht vorgesehen. Damit können neben dem Verstärker für die erhöhten Leistungsanforderungen im Tieftonbereich noch weitere Signalanpassungen vorgenommen werden:
- Frequenzweiche zur Herauslösung des Bass-Frequenzbereiches
- Pegelanpassung zum Anschluss an die Lautsprecherausgänge eines Verstärkers ohne passenden Subwoofer-Ausgang
- Zusammenführung von Stereo-Signalen in ein Monosignal
- Phasen-/Pegeleinstellung zur Anpassung an die weiteren Lautsprecher

Diese sind daher in vielen Aktivsubwoofern als Funktion vorhanden.
Bei Heimkinogeräten ist meistens ein geeigneter Anschluss für einen Subwoofer vorhanden; hier bliebe als einzige Anforderung der zusätzliche Verstärker.